# Гребенник Антон Якович
Анто́н Я́кович Гребе́нник (також Гребіню́к, більш відомий як отама́н Чо́рна Хма́ра, іноді також просто Хма́ра; нар. 15 січня 1890, Великомихайлівка, Олександрівський повіт, Катеринославська губернія, Російська імперія — пом. після 1923) — український військовий діяч періоду Української революції, повстанський отаман, учасник Другого зимового походу.

## Життєпис

### Ранні роки
Народився 15 січня 1890 року в селі Великомихайлівка Олександрівського повіту Катеринославської губернії. Закінчив Гнідинське ремісниче училище, у 1911 році прослухав сільськогосподарські курси в Катеринославі.
Під час Першої світової війни служив рядовим, згодом надано звання поручника. 1 січня 1916 року закінчив Казанську школу прапорщиків, після чого за направленням виїхав до міста Покровськ в 248-й запасний полк армії Російської імперії. Згодом, в званні поручника, відряджений на станцію Алтата Рязано-Уральської залізниці. У березні 1917 року переведений до України у склад 264-го запасного полку у Славуті на Волині.

### Під час Української революції
У тому ж році покинув службу і потрапив додому, де на початку 1918 року був двічі арештований махновцями за звинуваченням у агітації за «буржуазну» Центральну Раду. Відмовившись перейти до лав анархістів, був засуджений Нестором Махном, що колись вчителював у рідному селі Гребенника, до розстрілу, проте від смертної кари зумів втекти.
Переховуючись, Гребенник приєднався до невеличкого повстанського загону, що оперував проти махновців та виступали «за Центральну Раду та проти гетьмана». Згодом у складі цього ж загону висунувся на провідника й отримав в підпорядкування до 300 козаків.
Упродовж 1919 року в повстанському русі воював проти більшовиків та Махна за Катеринослав, згодом, поміж Катеринославом та Знам'янкою, бився проти денікінців. Керував повстанцями під час наскоків на червоноармійців і чекістів між станцією Жеребцем і Олександрівськом, де винищив каральний відділ. Між Катеринославом і станцією Синельникове загін Чорної Хмари, переодягнений у червоноармійців, спинив потяг, заарештував та стратив у селі Дмитрівці сімох чекістів.
З розширенням відділу отримав поповнення кінною сотнею на чолі з прапорщиком Курочкою з Олександрівська, піхотою керував поручник Петренко с села Жеребець, одну з піших сотень якого очолював вчитель із Кам'янки прапорщик Хоменко. Бунчужним повстанського загону Чорної Хмари, що до того моменту налічував близько півтори тисячі козаків і старшин, призначено Гаврила Гордієнка.

#### Союз із Врангелем
З відступом армії Української Народної Республіки на захід залишився в рідній місцевості, перейшов у підпілля та зосередився на протидії більшовицькому запіллю, комунікаціям і живій силі. Діяв за директивами особистого представника Симона Петлюри, доктора Гелєва, через якого отримав вістку, що Врангель дивиться на українських повстанців як на потенційних союзників і розраховує на їхню підтримку під час наступу своєї армії.
Навесні 1920 року від Гелєва надійшов наказ, щоб під час переходу корпусу генерала Писарева через Дніпро в районі Олександрівська загін Чорної Хмари вдарив у спину більшовикам на правому березі річки. Проте наказ надійшов надто пізно, вже тоді, коли армію Врангеля розбито.
Тоді ж попав в оточення червоноармійців. Рятуючись через Дніпро, загін Гребенника втратив майже половину своєї живої сили. Чорна Хмара мусив звернутися по допомогу до врангелівського генерала Писарева, який також відновлювався після боїв з Червоною армією. Той відповів, що одяг та зброю повстанці отримають лише за умови розформування свого відділу та влиття у підпорядковані йому частини. Не погодившись, Чорна Хмара відійшов із рештками свого загону до Катеринівки, де за допомогою селян загін отримав взуття та одяг.

#### Евакуація з Криму
Із відступом Білої армії на південь Чорна Хмара прямував за армією Врангеля. Не беручи участі у боях, дістався Генічеська. З огляду на те, що поруч не було лісів, де можна було б переховуватися, загін відступав далі — по Арабатській стрілці.
Так, уникаючи боїв, згодом опинився в Криму та рушив у бік Феодосії, де отаман прохав зв'язати його з генералом Григорієм Янушевським, колишнім генералом УНР, що перебував у Севастополі. Янушевський повідомив, що «йому доручено сформувати українську дивізію» і запросив відділ прибути до міста.
Дорогою до Севастополя, там почалася раптова евакуація білогвардійських частин. Відірваний від Янушевського, Гребенник, керуючись незнанням про ставлення зеленівців та орловців, що вювали проти Врангеля, до українських повстанців, вирішив також евакуювати свою частину разом із врангелівцями. За наказом кубанського генерал-лейтенанта Михайла Фостікова загін рушив до Керчі, де евакуювалися донці. Натомість Чорна Хмара наказав повертатися до Феодосії, звідки згідно з планом мали евакуюватися кубанські козаки.
На прохання керівника військового ведомства кубанського уряду генерал-лейтенанта Івана Гулиги Врангель мав прислати п'ять пароплавів, натомість прибуло лише два — «Дон» та «Володимир». Ввечері 29 жовтня 1920 року в порту з'явився загін Чорної Хмари. Попри те, що пристань була оточена колючим дротом, повстанці порубали її шаблями та захопили один з пароплавів. При розрахунковій місткості судна на 5000 осіб, «Володимир» пустив на борт 12 000 людей, тоді як «Дон» прийняв нормальне навантаження, оскільки на ньому переправлявся Михайло Фостіков.
Пароплав прибув до Костянтинополя, проте турецький уряд не дав дозволу причалити до берега. Простоявши на рейді два дні, керівництво врангелівської армії, турецька сторона та Антанта домовилися про розташування донців у Чаталджі, білогвардійців на чолі з генералом Кутеповим у Галліполі, а кубанців, а з ними й українських повстанців, висадять на острів Лемнос.

#### На острові Лемнос
24 листопада 1920 року загін прибув до острова в Егейському морі. Гребенник відмовився вивантажуватися, прагнучи дістатися материка, аби потім через Румунію дібратися з козаками до України, і заявив французькому генералові Перре, що командує «українською частиною» й не хоче розміщуватися разом із військом Врангеля. Тоді українців розмістили окремо.
Евакуйовані вояки на Лемносі опинилися під протекторатом Франції, яку представляв генерал Бруссо, який заявив членам кубанського уряду та членам Кубанської ради, які також потрапили на острів, що «Врангеля можна вважати ліквідованим, а французи зноситимуться безпосередньо з козаками». Натомість таке ставлення було короткочасним, оскільки на Лемносі фактично командував усім представник Врангеля Фостіков, що вороже ставився до козаків та відділу отамана Чорної Хмари.
Згодом надійшов довгоочікуваний дозвіл відправитися до Костянтинополя. Тоді чорноморські козаки почали секретно записуватися до загону Чорної Хмари. Посадка почалася о сьомій ранку 4 грудня 1920 року: козаки сідали на пароплав самочинно, без дозволу коменданта пристані, генерала Хоткевича. Вимагаючи поваги до свого звання та військового підпорядкування, комендант погрожував Гребеннику арештом, що, врешті, і сталося. Конфлікт між генералом Хоткевичем і козаками вдалося залагодити обіцянкою останнього, що Гребенника відпустять як тільки корабель з козаками буде готовий до відправлення.
Отамана відправили до табору лінійця Саломахіна, який скерував його далі — на гору, обтягнуту дротом під вартою. Тим часом пароплав знявся з якоря і відплив.
В імпровізованому таборі Гребенника протримали 15 діб, звільнивши тільки після написання отаманом рапорта безпосередньо на ім'я французького генерала Перре. За цей час, проведений на зимовому камінні, отаман захворів на пневмонію.
З Лемноса Чорна Хмара отримав перепустку і відправився на корабель, що йшов до Сербії, в Бухту-Катарську. Врешті-решт Гребенник потрапив до Белграда, де виклопотав документ, з яким виїхав до Будапешта, а звідки за сприяння полковника Сікевича опинився в Польщі.

#### Другий зимовий похід
У Польщі Гребенник зголосився до повстансько-партизанського штабу Юрка Тютюнника, який готував рейд в Україну. Спочатку перебував у партизанському відділі отамана Семена Хмари-Харченка і вже 10 жовтня 1921 року перейшов кордон.
Після цілонічного переходу загін зупинився на хуторі коло Деражні. За деякий час загін отримав розпорядження повертатися назад, і в ніч проти 13 жовтня Гребенник знову подолав кордон, рушивши назад до Збруча.
По поверненню Чорну Хмару приділили до відділу особливого призначення Михайла Палія-Сидорянського. Шлях пролягав через Проскурівський та Летичівський повіти на Хмільник та Бердичів, а потім через Житомирський та Коростенський повіти до трикутника Малин — Чоповичі — Радомишль, де Палій мав з'єднатися з головною Волинською групою, яку очолював особисто Юрко Тютюнник.
25 жовтня 1921 року з гуртом у 10 осіб у районі Гусятина Гребенник знову перейшов Збруч.
Як командир кінної чоти Гребенник брав участь у боях і 6 грудня разом з повстанцями в районі міста Острів та села Милятин неушкоджений перейшов кордон. За час від 26 жовтня группа отамана мала успішні бої з частинами Червоної армії, зокрема проти 8-го кінного полку «Червоного козацтва», 7-го і 57-го кінних полків та 2-ї бригади «Червоного козацтва».
30 листопада 1923 року Гребенник написав «Доклад отамана Чорної Хмари до Похідної канцелярії Головного отамана військ УНР» на ім'я Симона Петлюри і в надалі перебував у польському місті Тарнів. Подальша доля отамана Чорна Хмара невідома.